# Luc-Dominique Bernard
Luc-Dominique Bernard (14 oktober 1941) was een Belgisch volksvertegenwoordiger.

## Levensloop
Bernard was professor in de economie aan de Université Catholique de Louvain.
Van 1977 tot 1981 zetelde hij voor het FDF in de Kamer van volksvertegenwoordigers en was voor deze partij van 1977 tot 1988 eveneens gemeenteraadslid van Anderlecht.

## Bron
- Geschiedenis van de Kamer van Volksvertegenwoordigers 1830-2002, Brussel, 2003.